# جيم أرمسترونغ (عازف قيثارة)
جيم أرمسترونغ (بالإنجليزية: Jim Armstrong)‏ هو عازف قيثارة بريطاني، ولد في 24 يوليو 1944 في بلفاست في المملكة المتحدة.